# Pleurodema bibroni
Pleurodema bibroni är en groddjursart som beskrevs av Johann Jakob von Tschudi 1838. Pleurodema bibroni ingår i släktet Pleurodema och familjen Leiuperidae. IUCN kategoriserar arten globalt som nära hotad. Inga underarter finns listade i Catalogue of Life.